# Шостацкий, Григорий Николаевич
Григорий Николаевич Шостацкий (укр. Григорій Миколайович Шостацький, 27.10.1908 — 31.01.1945) — советский военачальник, командир 94-й гвардейской стрелковой дивизии на фронтах Великой Отечественной войны, Герой Советского Союза (6.04.1945, посмертно), гвардии полковник (1943).

## Биография
Родился 27 октября 1908 года в селе Великие Загайцы, ныне в Тернопольской области. После смерти матери и гибели отца на первой мировой войны в 1914 году остался сиротой. Воспитывался в приюте, после гражданской войны — в Новоград-Волынском детдоме, где в 1924 году окончил школу. Работал на деревообделочной фабрике. Член ВЛКСМ с 1924 года, член ВКП(б) с 1929 года.
В Красной Армии с ноября 1930 года. В 1931 году окончил полковую школу 75-го стрелкового полка 25-й Чапаевской стрелковой дивизии Украинского военного округа (Кременчуг). Сразу же был направлен учиться далее, и в 1934 году окончил Одесскую пехотную школу. С мая 1934 года — командир взвода и роты 158-го стрелкового полка в Приволжском военном округе. С июля 1939 года — начальник полковой школы и командир батальона 240-го стрелкового полка 117-й стрелковой дивизии Приволжского ВО (Куйбышев).
В конце июня 1941 года капитан Г. Н. Шостацкий назначен начальником штаба 27-го запасного стрелкового полка 20-й запасной стрелковой дивизии Приволжского ВО (Казань). В сентябре 1941 года направлен на учёбу. В сентябре 1942 года окончил Высшую спецшколу Генерального штаба РККА (во время учёбы в мае-июле 1942 года находился на боевой стажировке в 20-й армии Западного фронта в должностях начальника разведотдела штаба бригады, помощника начальника и начальника разведотдела штаба армии).
С сентября 1942 года — начальник штаба 141-й отдельной стрелковой бригады (вскоре переименована в 143-ю стрелковую бригаду). В ноябре 1942 года прибыл с бригадой на фронт Великой Отечественной войны. Бригада в составе 57-й и 64-й армий Сталинградского фронта участвовала в Сталинградской битве, в том числе в уничтожении окруженных немецких войск под Сталинградом. Уже в декабре 1942 года награждён своей первой наградой, её стал орден Красной Звезды. Бригада в марте 1943 года получила гвардейское звание и стала именоваться 14-й гвардейской стрелковой бригадой, а гвардии подполковник Г. Шостацкий по-прежнему был её начальником штаба.
С апреля 1943 года исполнял должность начальника штаба 94-й гвардейской стрелковой дивизии (приказ об утверждении в должности подписан 17 мая), которая находилась в резерве на Воронежском фронте и строила оборонительные рубежи на Курской дуге. С июля 1943 года в составе 69-й армии Степного фронта участвовал в Курской битве и Белгородско-Харьковской наступательной операции, а затем в битве за Днепр.
С 17 ноября 1943 года исполнял должность командира этой дивизии (утверждён только 26 июля 1944 года). Командовал ею до последнего дня жизни. Командовал дивизией в Корсунь-Шевченковской, Уманско-Ботошанской, Ясско-Кишинёвской наступательных операциях. Под его командованием дивизия была удостоена почётного наименования «Звенигородская» (13 февраля 1944 года), награждена орденом Суворова 2-й степени — за форсирование рек Южный Буг и Днестр и за освобождение городов Балта и Котовск (8 апреля 1944 года).
Командир 94-й гвардейской стрелковой дивизии (26-й гвардейский стрелковый корпус, 5-я ударная армия, 1-й Белорусский фронт) гвардии полковник Г. Н. Шостацкий особо отличился в Висло-Одерской стратегической наступательной операции. С 14 по 16 января 1945 года дивизия под его командованием прорвала сильно укреплённую оборону противника в районе Гробовско Воля — Цыхры Ново, и с ходу форсировала реку Пилица, захватив в целости немецкие переправы на ней. Развивая успех, дивизия за сутки прошла на запад 20 километров, преодолела последующие полосы обороны и своими действиями обеспечила выход на оперативный простор танковых соединений. К концу января дивизия прошла с боями свыше 300 километров, освободив десятки населённых пунктов.
31 января 1945 года во время нахождении в боевых порядках 283-го гвардейского стрелкового полка своей дивизии около населенного пункта Хохенвальде на реке Одер (севернее Кюстрина) гвардии полковник Шостацкий Г. Н. погиб в бою с группой немецких автоматчиков.
Похоронен в городе Вонгровец (Польша).
Есть версия его гибели. Ночью в составе группы офицеров передвигался на легковом автомобиле (отказался от сопровождения бронемашины) по боевым порядкам дивизии. Увидев одно формирование на отдыхе (горели костры, отдыхал личный состав) приказал остановить машину с целью выяснить, какое это подразделение. Приблизившись к группе, офицеры внезапно поняли, что перед ними немцы. Стремительное наступление войск Красной Армии разрушило систему обороны врага, поэтому некоторые его части не успели отступить и заблудились в боевых порядках наступающих войск, не имея представления о расположении фронта.
Вооруженные пистолетами ТТ, офицеры, пользуясь темнотой, стали отстреливаться и отходить. Г. Н. Шостацкий, попав под плотный огонь, практически сразу был ранен автоматной очередью врага. Умер на руках у сослуживцев, которым удалось отойти и вернуться в расположение своих войск.
Указом Президиума Верховного Совета СССР от 6 апреля 1945 года за отличное выполнение боевых заданий командования на фронте борьбы с немецкими захватчиками и проявленные при этом отвагу и геройство гвардии полковнику Григорию Николаевичу Шостацкому присвоено звание Героя Советского Союза посмертно.

## Награды
- Герой Советского Союза (6.04.1945, посмертно)
- Орден Ленина (6.04.1945, посмертно)
- Орден Красного Знамени (9.03.1943)
- Орден Суворова 2-й степени (22.02.1944)
- Орден Богдана Хмельницкого 2-й степени (13.09.1944)
- Орден Отечественной войны 1-й степени (3.09.1943)
- Орден Красной Звезды (29.12.1942)
- Медаль «За боевые заслуги» (3.11.1944)
- Медаль «За оборону Сталинграда» (вручена в 1943)
- Медаль «За освобождение Варшавы» (не вручена из-за гибели)

## Память
- На родине Г. Н. Шостацкого установлен его бюст, его именем названа школа.
- Его имя носят улица и одна из школ города Дубоссары[6].
- В Дубоссарах установлен обелиск в честь Г. Н. Шостацкого.
- Почётный гражданин города Новоград-Волынский[7]